# HOLO卡
HOLO卡（英語：HOLO card）是美國夏威夷州瓦胡島用於公共交通車費支付的非接觸式智能卡。HOLO卡是一張交通卡，可用於檀香山巴士及檀香山軌道交通。HOLO卡可於登車時在讀卡機拍卡，並可在HOLO卡網站、手機或親身前往各零售處進行充值。
"Holo"是夏威夷語，意為「乘搭」、「前進」或「流動」。重疊使用時，「holoholo」意為「為開心而出外」。

## 背景
HOLO卡由檀香山設立，方便目前檀香山巴士和未來的檀香山軌道交通無縫轉乘。引入HOLO卡以前，檀香山巴士要麼以現金支付，要麼購買紙質車票。2016年，INIT獲得合約以發展、管理和營運HOLO卡系統。
HOLO卡起初於2018年12月作為試驗計劃向公眾推出。紙質車票和日票、月票、年票等於2021年4月起逐步停用，並於2021年7月1日起完全停用。2022年3月1日以前的所有HOLO卡片都免費派發。新購以及更換卡片需要2美元。

## 使用
HOLO卡首先需要進行充值，然後需要在登上巴士時在讀卡器拍卡，亦可用於檀香山軌道交通。
HOLO卡的使用範圍將來可能會擴大至包括檀香山的公共單車Biki、進入城市營運設施的入場費如檀香山動物園或恐龍灣及停車場。

## 外部連結
- 官方網站 （页面存档备份，存于）
- 檀香山巴士車費資訊 （页面存档备份，存于）